# Slegovo
Slegovo (macedónul: Шлегово) település Észak-Macedóniában, a Északkeleti körzetben, Kratovo községben.

## Népesség
| Lakosok száma | 836  | 897  | 846  | 765  | 602  | 487  | 450  | 373  | 221  |
|               | 1948 | 1953 | 1961 | 1971 | 1981 | 1991 | 1994 | 2002 | 2021 |

- 2002-ben 373 lakosa volt, akik közül 372 macedón és 1 szerb.